# 2009年の野球
2009年の野球（2009ねんのやきゅう）では、2009年の野球における動向をまとめる。

## できごと

### 1月
- 1月22日 - 【高校】第81回選抜高等学校野球大会の21世紀枠候補校になっていた名張桔梗丘高校（東海・三重）が部員の不祥事を理由に候補校を辞退。

### 2月
- 2月9日 - 【社会人】日産自動車は、経済情勢に対応するために社内スポーツ活動の停止を発表。神奈川県横須賀市の本社野球部と福岡県苅田町の九州野球部の2チームは今季限り休部となる。
- 2月13日 - 【社会人】TDKがTDK千曲川硬式野球部を20日付けで廃部としTDK硬式野球部に一本化することを発表。

### 3月
- 3月5日〜9日 - 【WBC】第2回ワールドベースボールクラシック1次リーグ東京ラウンド開催（於：東京ドーム）。A組の日本は、1回戦（5日）で中国に4-0で勝利。2回戦（7日）では、韓国に14-2で7回コールド勝ちを収め、15日から米サンディエゴで行われる2次リーグ進出を決めた。その後9日に行われた1次リーグ1位決定戦では、敗者復活戦から勝ち上がってきた韓国と再戦。しかし1-0で完封負けを喫し、1次リーグ2位通過となった。

- 3月14日〜19日 - 【WBC】第2回ワールドベースボールクラシック第2ラウンドが開催。

- 3月21日 - 【高校】 第81回選抜高等学校野球大会が阪神甲子園球場で開幕。
- 3月23日 - 【WBC】第2回ワールドベースボールクラシック決勝戦がアメリカ合衆国ロスアンジェルスのドジャースタジアムにて挙行され、日本が韓国を5-3（延長10回）で退け、2006年大会に続く2大会連続優勝を果たした[1]。MVPには松坂大輔が2大会連続で選出。

- 3月27日 - 【独立】今年度より発足した関西独立リーグの開幕戦となる大阪ゴールドビリケーンズ対神戸9クルーズ戦が、京セラドーム大阪で11,592人の観客を集めておこなわれ、神戸が5対0で勝利した[2]。同試合で吉田えりが日本人初の「男子と同一チームでプレーする女子プロ野球選手」としてデビューした。

### 4月
- 4月2日 - 【高校】第81回選抜高等学校野球大会の決勝戦が甲子園球場で行われ、長崎県の清峰が1対0で岩手県の花巻東に勝利し初優勝達成。長崎県勢では春夏通じて初の優勝となった。
- 4月7日 - 【独立】四国・九州アイランドリーグの高知ファイティングドッグスに前楽天のドミンゴ・グスマンが入団することが明らかになった[3]。

### 5月
- 5月20日
  - 【高校】近畿地区高等学校野球連盟が新型インフルエンザの影響で23日に滋賀県立彦根球
場で開幕予定だった春季近畿大会の延期を発表。
  - 【独立】運営会社から各球団への分配金未払い問題が発生した関西独立リーグは、この日の各球団代表と運営会社代表の会談により、運営会社が撤退することと、今後は各球団の合議制でリーグを運営することを決定した[4]。
- 5月23日 - 【独立】関西独立リーグは、4球団および2010年参入予定の三重が出資して新たな運営会社を設立することを決定[5]。
- 5月26日 - 【高校】近畿地区高等学校野球連盟が20日に新型インフルエンザの影響で延期を発表していた春季近畿大会の中止を発表。

### 6月
- 6月14日 -  【大学】第58回全日本大学野球選手権大会決勝戦で、法政大学（東京六大学野球連盟）が富士大学（北東北大学野球連盟）に5対1で勝利し、1995年大会以来14年ぶり8回目の大学王座を獲得。
- 6月21日
  - 【独立】四国・九州アイランドリーグの前期は、優勝マジックを2としていた長崎セインツが、佐世保野球場でおこなわれた香川オリーブガイナーズ（マジック対象）との直接対決に6対4で勝利し、初の半期優勝を達成[6]。
  - 【独立】ベースボール・チャレンジ・リーグの上信越地区前期で、優勝マジックを1としていた群馬ダイヤモンドペガサスは、マジック対象チームである新潟アルビレックス・ベースボール・クラブが信濃グランセローズに敗れたため、2期連続となる半期優勝を達成[7]。
- 6月30日 - 【独立】ベースボール・チャレンジ・リーグの北陸地区前期で、優勝マジックを1としていた石川ミリオンスターズは前期最終戦となる信濃グランセローズ戦（石川県立野球場）に7対1で勝利し、2シーズン制導入後初の半期優勝を達成した[8]。勝率は先に日程を終了した富山サンダーバーズと同じであったが、直接対決の戦績により優勝を決定するというリーグ規定に基づき、石川の優勝となった。

### 7月
- 7月12日 - 【大学】第37回日米大学野球選手権大会が開幕。16日まで開催され、日本代表が3勝2敗で優勝。
- 7月13日 - 【独立】関西独立リーグで前期優勝マジックを1としていた大阪ゴールドビリケーンズは、大東市立龍間運動広場野球場で開催された対明石レッドソルジャーズ戦に9対0で勝利し、リーグ初の半期優勝チームとなった[9]。
- 7月27日 - 【高校】松山商業高校・澤田勝彦監督の退任が発表される。
- 7月31日 - 第25回アジア野球選手権大会が札幌市円山球場で開幕。

### 8月
- 8月8日 - 【高校】第91回全国高等学校野球選手権大会が阪神甲子園球場で開幕。第一試合を皇太子徳仁親王が観戦（台覧試合）。
- 8月8日 - 四国・九州アイランドリーグの高知ファイティングドッグスは、元阪神タイガースの伊良部秀輝の入団が決まったと発表した[10]。リーグにNPBのタイトルホルダーが入団するのは初めて。
- 8月9日 - 第91回全国高等学校野球選手権大会2日目、1回戦・第1試合、如水館（広島）対高知（高知）は3回終了後に試合中断30分の後、台風9号の影響で降雨ノーゲームとなる。なお第2試合以降の3試合も中止、全試合翌日へ順延。翌日以降の試合日程も全て1日ずつ順延。
- 8月10日 - 第91回全国高等学校野球選手権大会2日目、1回戦・第1試合の如水館対高知は5回表途中で中断30分後、前日に続き降雨ノーゲームとなる。第2試合以降の3試合も中止、全試合翌8月11日へ順延。但し第2試合を第1試合、第3試合を第2試合、第4試合を第3試合にそれぞれ1試合ずつ繰り上げ、如水館対高知を第4試合に変更。翌日以降の日程は変わらず全て1日ずつ順延。同一試合が2日連続ノーゲームは大会史上初めてで、全試合が2日続けて順延されたのは、1975年（第57回）の決勝戦、習志野（千葉）対新居浜商（愛媛）以来34年ぶり。
- 8月24日 - 【高校】全国高校野球選手権大会の決勝戦が行われ、中京大中京が日本文理に10対9で勝利し1966年（第48回）以来43年ぶり7度目の優勝。

### 9月
- 9月1日 - 【社会人】第80回都市対抗野球大会の決勝戦が東京ドームで行われ、狭山市のHondaが4対2で豊田市のトヨタ自動車に勝利し、13年ぶり2度目の優勝達成。橋戸賞（最優秀選手賞）は、Honda・筑川利希也が受賞。
- 9月14日 - 【独立】四国・九州アイランドリーグの高知は、投手の伊良部秀輝が、腱鞘炎で復帰が困難となり退団したことを発表[11]。
- 9月19日 - 【独立】ベースボール・チャレンジ・リーグ上信越地区で、後期優勝マジックを1としていた群馬ダイヤモンドペガサスは、長岡市悠久山野球場でおこなわれた新潟アルビレックス・ベースボール・クラブ戦に6対2で勝利し、前期に続く半期優勝を達成した[12]。
- 9月20日 - 【独立】四国・九州アイランドリーグの後期は、高知ファイティングドッグスが高知市野球場でおこなわれた香川オリーブガイナーズ（2位）との試合に4対1で勝利し、優勝が決定[13]。高知の半期優勝は、2シーズン制になってからは初めて。
- 9月21日 - 【独立】ベースボール・チャレンジ・リーグ北陸地区で、後期優勝マジックを1としていた石川ミリオンスターズは、福井市スポーツ公園野球場でおこなわれた福井ミラクルエレファンツ戦に4対2で勝利し、前期に続く半期優勝を達成[14]。
- 9月27日
  - 【国際大会】 第38回IBAFワールドカップの決勝戦はアメリカが10対5でキューバに勝利し、2年連続4度目の優勝達成。
  - 【独立】 ベースボール・チャレンジ・リーグの上信越地区チャンピオンシップ第2戦（伊勢崎市野球場）で、群馬ダイヤモンドペガサスが新潟アルビレックス・ベースボール・クラブに7対1で勝利し、対戦成績を1勝1分0敗として、2年連続となる上信越地区優勝を達成（前後期連覇のため、1勝で地区優勝）[15]。
  - 【独立】関西独立リーグで後期優勝マジックを1としていた大阪ゴールドビリケーンズは、万博記念公園野球場でおこなわれた対紀州レンジャーズ戦に8対6で勝利し、前期に続く後期優勝を達成[16]。リーグ規定により、大阪の年間優勝も決まった[16]。
- 9月28日 - 【独立】ベースボール・チャレンジ・リーグの北陸地区チャンピオンシップ第3戦（石川県立野球場）で、石川ミリオンスターズは富山サンダーバーズに5対4で勝利し、対戦成績を1勝2敗として、北陸地区優勝を達成（前後期連覇のため、1勝で地区優勝）[17]。

### 10月
- 10月3日
  - 【独立】四国・九州アイランドリーグのリーグチャンピオンシップ第3戦（佐世保野球場）は、後期優勝の高知が前期優勝の長崎に3対1で勝利して対戦成績を3勝0敗とし、年間総合優勝を達成[18]。高知の優勝は、1シーズン制だった2005年（リーグ初年度）以来4年ぶり2回目。
  - 【独立】関西独立リーグに来年度から参加予定だった三重球団は、リーグからの脱退を発表[19]。
- 10月11日 - 【独立】ベースボール・チャレンジ・リーグのリーグチャンピオンシップ第4戦（石川県立野球場）は、上信越地区優勝の群馬が北陸地区優勝の石川に5対1で勝利して対戦成績を3勝1敗とし、初のリーグ優勝を達成[20]。
- 10月13日 - 【独立】 関西独立リーグを脱退した三重が新リーグを設立することを正式に発表し、リーグ名は「ジャパン・フューチャーリーグ」(JFL)となることを明らかにした[21]。
- 10月19日 - 【独立】関西独立リーグの大阪ゴールドビリケーンズは、リーグを脱退して三重が設立したジャパン・フューチャーリーグに加盟する方針を発表した[22]。
- 10月24日
  - 【KBO】韓国シリーズの第7戦が行われ、起亜タイガースがSKワイバーンズに6対5でサヨナラ勝利し、4勝3敗で前身のヘテ時代以来12年ぶりの優勝達成。
  - 【台湾】中華職業棒球大聯盟の台湾シリーズ第7戦で統一セブンイレブン・ライオンズが兄弟エレファンツに5対2で勝利し、3年連続7度目の優勝達成。

### 11月
- 11月3日 - 【独立】日本独立リーグ・グランドチャンピオンシップ第5戦が高知市野球場でおこなわれ、四国・九州アイランドリーグの高知ファイティングドッグスが、ベースボール・チャレンジ・リーグの群馬ダイヤモンドペガサスに2対1で勝利し、対戦成績を3勝2敗として優勝、初の「独立リーグ日本一」となった[23]。
- 11月14日 - 【NPB、KBO】日韓クラブチャンピオンシップ」が長崎県営野球場で行われ、日本プロ野球の巨人が韓国プロ野球の起亜タイガースに9対4で勝利。
- 11月22日 - 【NPB、大学】プロ野球セ・パ誕生60周年を記念して開催されたU-26 NPB選抜と大学日本代表のプロアマ交流戦が東京ドームで行われ、1対1の引き分け。
- 11月22日 - 【社会人】第36回社会人野球日本選手権大会の決勝戦が京セラドーム大阪で行われ、JR九州が延長11回、3対2でHondaに勝利し、初の優勝達成。最優秀選手賞はJR九州の濱野雅慎。

### 12月
- 12月1日 - 関西独立リーグを脱退した三重と大阪による新リーグの名称が、従来報じられていた「ジャパン・フューチャーリーグ」からジャパン・フューチャーベースボールリーグ(JFBL)に変更されることが発表される[24]。
- 12月6日 - プロ野球マスターズリーグのオールイースタンvsオールウエスタン』がひたちなか市民球場で行われ、4対4の引き分け。
- 12月27日 - 「NPB 12球団ジュニアトーナメント ENEOS CUP 2009」大会の決勝トーナメントが札幌ドームで行われ、決勝戦で福岡ソフトバンクホークスジュニアチームが読売ジャイアンツジュニアチームに4対2で勝利し、初優勝達成。

## 競技結果

### 国際大会

#### ワールド・ベースボール・クラシック
| 順位                | チーム               | 勝 | 敗 |
| ------------------- | -------------------- | -- | -- |
| 1                   | 日本                 | 7  | 2  |
| 2                   | 大韓民国             | 6  | 3  |
| ベスト4             |                      |    |    |
| 準決勝 敗退         | ベネズエラ           | 6  | 2  |
| 準決勝 敗退         | アメリカ合衆国       | 4  | 4  |
| 第2ラウンド敗退     |                      |    |    |
| 敗者復活 2回戦 敗退 | プエルトリコ         | 4  | 2  |
| 敗者復活 2回戦 敗退 | キューバ             | 4  | 2  |
| 敗者復活 1回戦 敗退 | オランダ             | 2  | 4  |
| 敗者復活 1回戦 敗退 | メキシコ             | 2  | 4  |
| 第1ラウンド敗退     |                      |    |    |
| 敗者復活 2回戦 敗退 | ドミニカ共和国       | 1  | 2  |
| 敗者復活 2回戦 敗退 | イタリア             | 1  | 2  |
| 敗者復活 2回戦 敗退 | 中華人民共和国       | 1  | 2  |
| 敗者復活 2回戦 敗退 | オーストラリア       | 1  | 2  |
| 敗者復活 1回戦 敗退 | カナダ               | 0  | 2  |
| 敗者復活 1回戦 敗退 | チャイニーズタイペイ | 0  | 2  |
| 敗者復活 1回戦 敗退 | パナマ               | 0  | 2  |
| 敗者復活 1回戦 敗退 | 南アフリカ共和国     | 0  | 2  |

#### 第25回アジア野球選手権大会
（7月27日～8月3日、成田・円山、日本の成績のみ記述）
- 1次ラウンド

第1戦（7月27日） 日本 12－0 フィリピン （7回コールド）
第2戦（7月28日） 日本 12－0 タイ （7回コールド）
第3戦（7月29日） 日本 13－0 インドネシア （7回コールド）
3戦全勝で第2ラウンド進出
- 2次ラウンド

第1戦（8月1日） 日本 4－0 中国
第2戦（8月2日） 日本 6－5 チャイニーズ・タイペイ （延長10回）
第3戦（8月3日） 日本 7－1 韓国
3戦全勝で優勝（4大会連続17回目）

#### 第38回IBAFワールドカップ
（9月9日～9月27日（現地時間）、ヨーロッパ各地、日本の成績のみ記述）
- 1次ラウンドD組（9月10日～12日、クロアチア・ザグレブ）

第1戦（9月10日） 日本 9－7 イギリス
第2戦（9月11日） 日本 13－3 クロアチア （7回コールド）
第3戦（9月12日） 日本 4－8 ニカラグア
2勝1敗でラウンド2位、2次ラウンド進出
- 2次ラウンド（9月13日～20日、イタリア各地）

第1戦（9月13日） 日本 9－3 メキシコ
第2戦（9月15日） 日本 2－4 アメリカ
第3戦（9月16日） 日本 1－3 チャイニーズ・タイペイ （延長10回タイブレーク）
第4戦（9月17日） 日本 2－3 カナダ （延長11回タイブレーク）
第5戦（9月18日） 日本 4－6 イタリア
第6戦（9月19日） 日本 0－5 オーストラリア
第7戦（9月20日） 日本 10－1 オランダ領アンティル
2勝5敗でラウンド5位（全体で10位）、3次ラウンド進出できず敗退決定

### 韓国プロ野球（KBO）

#### ペナントレース
| 順位 | 球団       | 勝 | 敗 | 分 | 勝率 | 差 |
| ---- | ---------- | -- | -- | -- | ---- | -- |
| 優勝 | 起亜       | 81 | 48 | 4  | .609 | -  |
| 2位  | SK         | 80 | 47 | 6  | .602 | 1  |
| 3位  | 斗山       | 71 | 60 | 2  | .534 | 10 |
| 4位  | ロッテ     | 66 | 67 | 0  | .496 | 15 |
| 5位  | 三星       | 64 | 69 | 0  | .481 | 17 |
| 6位  | ヒーローズ | 60 | 72 | 1  | .451 | 21 |
| 7位  | LG         | 54 | 75 | 4  | .406 | 27 |
| 8位  | ハンファ   | 46 | 84 | 3  | .346 | 35 |

勝率は勝利数÷試合数（引き分けは負けと同じ扱い）で計算。

#### ポストシーズン
- 準プレーオフ

|       | 日付    | ホーム | 結果  | ビジター | 球場 |
| ----- | ------- | ------ | ----- | -------- | ---- |
| 第1戦 | 9月29日 | 斗山   | 2－7  | ロッテ   | 蚕室 |
| 第2戦 | 9月30日 | 斗山   | 6－0  | ロッテ   | 蚕室 |
| 第3戦 | 10月2日 | ロッテ | 3－12 | 斗山     | 社稷 |
| 第4戦 | 10月3日 | ロッテ | 5－9  | 斗山     | 社稷 |

斗山が3勝1敗で勝ち抜け。
- プレーオフ

|       | 日付     | ホーム | 結果  | ビジター | 球場 |
| ----- | -------- | ------ | ----- | -------- | ---- |
| 第1戦 | 10月7日  | SK     | 2－3  | 斗山     | 文鶴 |
| 第2戦 | 10月8日  | SK     | 1－4  | 斗山     | 文鶴 |
| 第3戦 | 10月10日 | 斗山   | 1－3  | SK       | 蚕室 |
| 第4戦 | 10月11日 | 斗山   | 3－8  | SK       | 蚕室 |
| 第5戦 | 10月14日 | SK     | 14－3 | 斗山     | 文鶴 |

10月13日の試合は2回降雨ノーゲーム。SKが3勝2敗で勝ち抜け3年連続の韓国シリーズ進出。

#### 韓国シリーズ
|       | 日付     | ホーム | 結果  | ビジター | 球場 |
| ----- | -------- | ------ | ----- | -------- | ---- |
| 第1戦 | 10月16日 | 起亜   | 5－3  | SK       | 光州 |
| 第2戦 | 10月17日 | 起亜   | 2－1  | SK       | 光州 |
| 第3戦 | 10月19日 | SK     | 11－6 | 起亜     | 文鶴 |
| 第4戦 | 10月20日 | SK     | 4－3  | 起亜     | 文鶴 |
| 第5戦 | 10月22日 | 起亜   | 3－0  | SK       | 蚕室 |
| 第6戦 | 10月23日 | SK     | 3－2  | 起亜     | 蚕室 |
| 第7戦 | 10月24日 | 起亜   | 6－5  | SK       | 蚕室 |

### 台湾プロ野球（CPBL）

#### レギュラーシーズン
| 前期 | 前期   | 前期 | 前期 | 前期 | 前期 | 前期 | 後期 | 後期   | 後期 | 後期 | 後期 | 後期 | 後期 | 年間 | 年間   | 年間 | 年間 | 年間 | 年間 | 年間 |
| 順位 | 球団   | 勝   | 敗   | 分   | 勝率 | 差   | 順位 | 球団   | 勝   | 敗   | 分   | 勝率 | 差   | 順位 | 球団   | 勝   | 敗   | 分   | 勝率 | 差   |
| ---- | ------ | ---- | ---- | ---- | ---- | ---- | ---- | ------ | ---- | ---- | ---- | ---- | ---- | ---- | ------ | ---- | ---- | ---- | ---- | ---- |
| 優勝 | 統一   | 34   | 24   | 2    | .586 | -    | 優勝 | 兄弟   | 33   | 25   | 2    | .569 | -    | 1位  | 統一   | 63   | 54   | 3    | .538 | -    |
| 2位  | La New | 33   | 26   | 1    | .559 | 1.5  | 2位  | 統一   | 29   | 30   | 1    | .492 | 4.5  | 2位  | La New | 61   | 58   | 1    | .513 | 3    |
| 3位  | 興農   | 29   | 29   | 2    | .500 | 5    | 3位  | 興農   | 28   | 31   | 1    | .475 | 5.5  | 3位  | 興農   | 57   | 60   | 3    | .487 | 6    |
| 4位  | 兄弟   | 21   | 38   | 1    | .356 | 13.5 | 4位  | La New | 28   | 32   | 0    | .467 | 6    | 4位  | 兄弟   | 54   | 63   | 3    | .462 | 9    |

#### 台湾シリーズ
|       | 日付     | ホーム | 結果  | ビジター | 球場   |
| ----- | -------- | ------ | ----- | -------- | ------ |
| 第1戦 | 10月17日 | 統一   | 5－4  | 兄弟     | 台南   |
| 第2戦 | 10月18日 | 統一   | 6－3  | 兄弟     | 斗六   |
| 第3戦 | 10月20日 | 兄弟   | 5－4  | 統一     | 澄清湖 |
| 第4戦 | 10月21日 | 兄弟   | 5－11 | 統一     | 中洲   |
| 第5戦 | 10月22日 | 兄弟   | 5－4  | 統一     | 新荘   |
| 第6戦 | 10月24日 | 統一   | 4－5  | 兄弟     | 台南   |
| 第7戦 | 10月25日 | 統一   | 5－2  | 兄弟     | 台南   |

### 中国プロ野球（CBL）
| 西北地区 | 西北地区       | 西北地区 | 西北地区 | 西北地区 | 西北地区 | 東南地区 | 東南地区                 | 東南地区 | 東南地区 | 東南地区 | 東南地区 |
| 順位     | 球団           | 勝       | 敗       | 勝率     | 差       | 順位     | 球団                     | 勝       | 敗       | 勝率     | 差       |
| -------- | -------------- | -------- | -------- | -------- | -------- | -------- | ------------------------ | -------- | -------- | -------- | -------- |
| 1位      | 北京タイガース | 6        | 2        | .750     | -        | 1位      | 広東レパーズ             | 7        | 2        | .778     | -        |
| 2位      | 天津ライオンズ | 5        | 3        | .625     | 1.0      | 2位      | 上海ゴールデンイーグルス | 6        | 3        | .667     | 1.0      |
| 3位      | 四川ドラゴンズ | 1        | 7        | .125     | 4.0      | 3位      | 江蘇ホープスターズ       | 4        | 5        | .444     | 2.0      |
|          |                |          |          |          |          | 4位      | 河南エレファンツ         | 1        | 8        | .111     | 3.0      |

- セミファイナル（天津ドジャースタジアム）

- 天津ライオンズ 5-6 広東レパーズ
- 北京タイガース 不明 上海ゴールデンイーグルス

- 中国シリーズ

- 北京タイガース 7-1 広東レパーズ

### 独立リーグ（日本）

#### 四国・九州アイランドリーグ
|      | 前期                       | 前期 | 前期 | 前期 | 前期 | 前期 | 後期                       | 後期 | 後期 | 後期 | 後期 | 後期 |
| 順位 | 球団                       | 勝   | 敗   | 分   | 勝率 | 差   | 球団                       | 勝   | 敗   | 分   | 勝率 | 差   |
| ---- | -------------------------- | ---- | ---- | ---- | ---- | ---- | -------------------------- | ---- | ---- | ---- | ---- | ---- |
| 優勝 | 長崎セインツ               | 22   | 12   | 6    | .647 | -    | 高知ファイティングドッグス | 22   | 12   | 6    | .647 | -    |
| 2位  | 香川オリーブガイナーズ     | 21   | 16   | 3    | .568 | 2.5  | 香川オリーブガイナーズ     | 20   | 15   | 5    | .571 | 2.5  |
| 3位  | 愛媛マンダリンパイレーツ   | 16   | 14   | 10   | .533 | 1.5  | 福岡レッドワーブラーズ     | 20   | 18   | 2    | .526 | 1.5  |
| 4位  | 福岡レッドワーブラーズ     | 15   | 18   | 7    | .455 | 2.5  | 長崎セインツ               | 17   | 17   | 8    | .500 | 2.5  |
| 5位  | 高知ファイティングドッグス | 17   | 21   | 2    | .447 | 0.5  | 愛媛マンダリンパイレーツ   | 15   | 21   | 4    | .417 | 0.5  |
| 6位  | 徳島インディゴソックス     | 13   | 23   | 4    | .361 | 3.0  | 徳島インディゴソックス     | 12   | 23   | 5    | .343 | 2.5  |

##### リーグチャンピオンシップ
- 9月26日・9月27日（高知市野球場）、10月3日（佐世保野球場）

第1戦 高知 5－1 長崎
第2戦 高知 8－4 長崎
第3戦 高知 3－1 長崎
- - （高知は4年ぶり2回目の総合優勝）

#### ベースボール・チャレンジ・リーグ
| 上信越地区 | 上信越地区               | 上信越地区 | 上信越地区 | 上信越地区 | 上信越地区 | 上信越地区 | 上信越地区               | 上信越地区 | 上信越地区 | 上信越地区 | 上信越地区 | 上信越地区 |
|            | 前期                     | 前期       | 前期       | 前期       | 前期       | 前期       | 後期                     | 後期       | 後期       | 後期       | 後期       | 後期       |
| 順位       | 球団                     | 勝         | 敗         | 分         | 勝率       | 差         | 球団                     | 勝         | 敗         | 分         | 勝率       | 差         |
| ---------- | ------------------------ | ---------- | ---------- | ---------- | ---------- | ---------- | ------------------------ | ---------- | ---------- | ---------- | ---------- | ---------- |
| 優勝       | 群馬ダイヤモンドペガサス | 20         | 14         | 2          | .588       | -          | 群馬ダイヤモンドペガサス | 22         | 13         | 1          | .600       | -          |
| 2位        | 新潟アルビレックスBC     | 15         | 19         | 2          | .441       | 5.0        | 新潟アルビレックスBC     | 18         | 17         | 1          | .514       | 4.0        |
| 3位        | 信濃グランセローズ       | 14         | 19         | 3          | .424       | 5.5        | 信濃グランセローズ       | 13         | 21         | 2          | .382       | 8.5        |

| 北陸地区 | 北陸地区                 | 北陸地区 | 北陸地区 | 北陸地区 | 北陸地区 | 北陸地区 | 北陸地区                 | 北陸地区 | 北陸地区 | 北陸地区 | 北陸地区 | 北陸地区 |
|          | 前期                     | 前期     | 前期     | 前期     | 前期     | 前期     | 後期                     | 後期     | 後期     | 後期     | 後期     | 後期     |
| 順位     | 球団                     | 勝       | 敗       | 分       | 勝率     | 差       | 球団                     | 勝       | 敗       | 分       | 勝率     | 差       |
| -------- | ------------------------ | -------- | -------- | -------- | -------- | -------- | ------------------------ | -------- | -------- | -------- | -------- | -------- |
| 優勝     | 石川ミリオンスターズ     | 21       | 13       | 2        | .618     | -        | 石川ミリオンスターズ     | 21       | 14       | 1        | .600     | -        |
| 2位      | 富山サンダーバーズ       | 21       | 13       | 2        | .618     | -        | 富山サンダーバーズ       | 17       | 18       | 1        | .486     | 4.0      |
| 3位      | 福井ミラクルエレファンツ | 10       | 23       | 3        | .303     | 10.5     | 福井ミラクルエレファンツ | 13       | 21       | 2        | .382     | 7.5      |

※前期の石川と富山は同勝率。直接対戦成績の優劣により、石川が優勝。

##### プレーオフシリーズ
- 上信越地区 第1戦9月26日（藤岡総合運動公園市民球場）、第2戦9月27日（伊勢崎市野球場）

第1戦 群馬 3－3 新潟
第2戦 群馬 7－1 新潟
- - （群馬は前後期優勝のため、1勝でリーグチャンピオンシップに進出）
- 北陸地区 9月26日 - 9月28日（石川県立野球場）

第1戦 富山 14－1 石川
第2戦 富山 6－3 石川
第3戦 石川 5－4 富山
- - （石川は前後期優勝のため、1勝でリーグチャンピオンシップに進出）
- リーグチャンピオンシップ 10月3日（前橋市民球場、10月4日（伊勢崎市野球場）、10月10日・10月11日（石川県立野球場）

第1戦 群馬 3－2 石川
第2戦 石川 2－0 群馬
第3戦 群馬 5－4 石川
第4戦 群馬 5－1 石川
- - （群馬は初の総合優勝）

#### グランドチャンピオンシップ
第1戦 高知 6－ 2 群馬（10月24日、藤岡総合運動公園市民球場）
第2戦 高知 3 － 1 群馬（10月25日、群馬県立敷島公園野球場）
第3戦 群馬 7 － 5 高知（10月31日、高知市野球場）
第4戦 群馬 2 － 1 高知（11月2日、高知市野球場）
第5戦 高知 2 － 1 群馬（11月3日、高知市野球場）
- - （高知は初優勝）

#### 関西独立リーグ
|      | 前期                     | 前期 | 前期 | 前期 | 前期 | 前期 | 後期                     | 後期 | 後期 | 後期 | 後期 | 後期 |
| 順位 | 球団                     | 勝   | 敗   | 分   | 勝率 | 差   | 球団                     | 勝   | 敗   | 分   | 勝率 | 差   |
| ---- | ------------------------ | ---- | ---- | ---- | ---- | ---- | ------------------------ | ---- | ---- | ---- | ---- | ---- |
| 優勝 | 大阪ゴールドビリケーンズ | 19   | 15   | 2    | .559 | -    | 大阪ゴールドビリケーンズ | 22   | 12   | 2    | .647 | -    |
| 2位  | 神戸9クルーズ            | 16   | 14   | 6    | .533 | 1.0  | 明石レッドソルジャーズ   | 18   | 16   | 2    | .529 | 4.0  |
| 3位  | 紀州レンジャーズ         | 17   | 17   | 2    | .500 | 2.0  | 神戸9クルーズ            | 14   | 19   | 3    | .424 | 7.5  |
| 4位  | 明石レッドソルジャーズ   | 14   | 20   | 2    | .412 | 5.0  | 紀州レンジャーズ         | 13   | 20   | 3    | .394 | 8.5  |

- - チャンピオンシップは大阪が前後期優勝のため実施せず。

### 社会人野球
- 第80回都市対抗野球大会（東京ドーム；8月21日〜9月1日）
優勝：狭山市・Honda（13年ぶり2回目）
- 第34回全日本クラブ野球選手権大会（西武ドーム；9月4日～7日）
優勝：トータル阪神（初優勝）
- 第36回社会人野球日本選手権大会（京セラドーム大阪；11月12日〜22日）
優勝：JR九州（初優勝）
- 主要地区連盟主催大会（日本選手権対象大会）
  - 第64回JABA東京スポニチ大会（3月11日〜16日；神宮、市営浦和、千葉マリン）

優勝：新日本石油ENEOS（2年連続10回目）
  - 第57回JABA静岡大会（4月7日〜11日；草薙、浜松）

優勝：JR東日本（初優勝）
  - 第39回JABA四国大会（4月10日〜16日；春野・高知市営）

優勝：パナソニック（8年ぶり3回目）
  - 第53回JABA岡山大会（4月17日〜21日；倉敷マスカット、倉敷市営）

優勝：新日本石油ENEOS（12年ぶり8回目）
  - 第52回JABA長野県知事旗争奪野球大会（4月23日〜27日；オリンピック、長野県営）

優勝：パナソニック（初優勝）
  - 第61回JABA京都大会（5月1日〜5日；わかさスタジアム京都、皇子山）

優勝：パナソニック（12年ぶり5回目）
  - 第63回JABA九州大会（5月8日〜12日；北九州大谷、北九州市民）

優勝：Honda（初優勝）
  - 第41回JABA東北大会（5月15日〜19日；愛島、仙台市民、石巻）

優勝：三菱重工横浜（初優勝）
  - 第52回JABA北海道大会（8月5日〜9日；円山、野幌）

優勝：鷺宮製作所（初優勝）

### 大学野球
- 第58回全日本大学野球選手権大会（6月9日〜14日；神宮・東京ドーム）

決勝 法大（東京六大学） 4-1 富士大（北東北）
（法大は3年ぶり8回目の優勝）
- 第40回明治神宮野球大会大学の部（11月14日～20；神宮・神宮第二）

決勝 立正大（東都） 2-0 上武大（関東第1・関甲新学生）
（立正大は初優勝）
- 各大学リーグ結果（※は明治神宮大会出場権を得た大学）
  - 北海道学生野球連盟
1部春季優勝：東海大北海道キャンパス
2部春季優勝：北海道教育大旭川校
1部秋季優勝：函館大※
2部秋季優勝：北海道教育大旭川校
  - 札幌学生野球連盟
1部春季優勝：道都大
2部春季優勝：小樽商科大
3部春季優勝：専修短大
1部秋季優勝：北海学園大
2部秋季優勝：北海道教育大岩見沢校
3部秋季優勝：北海道工業大
  - 北東北大学野球連盟
1部春季優勝：富士大
2部春季優勝：盛岡大
3部春季優勝：北里大
1部秋季優勝：八戸大
2部秋季優勝：盛岡大
3部秋季優勝：北里大
  - 仙台六大学野球連盟
春季優勝：東北福祉大
秋季優勝：東北福祉大※
  - 南東北大学野球連盟
1部春季優勝：石巻専大
2部春季優勝：東北公益文科大
1部秋季優勝：東日本国際大
2部秋季優勝：山形大工学部
  - 千葉県大学野球連盟
1部春季優勝：国際武道大
2部春季優勝：清和大
3部春季優勝：日本橋学館大
1部秋季優勝：東京情報大
2部秋季優勝：清和大
3部秋季優勝：千葉科学大
  - 関甲新学生野球連盟
1部春季優勝：白鷗大
2部春季優勝：関東学園大
3部春季優勝：新潟大
1部秋季優勝：上武大※
2部秋季優勝：関東学園大
3部秋季優勝：埼玉大
  - 東京新大学野球連盟
1部春季優勝：創価大
2部春季優勝：杏林大
3部春季優勝：首都大
4部春季優勝：東京電大
1部秋季優勝：創価大※
2部秋季優勝：共栄大
3部秋季優勝：東京外大
4部秋季優勝：国際基督教大
  - 東京六大学野球連盟
春季優勝：法大
秋季優勝：明大※
  - 東都大学野球連盟
1部春季優勝：東洋大
2部春季優勝：専大
3部春季優勝：大正大
4部春季優勝：東工大
1部秋季優勝：立正大※
2部秋季優勝：国士大
3部秋季優勝：大正大
4部秋季優勝：一橋大
  - 首都大学野球連盟
1部春季優勝：東海大
2部春季優勝：武蔵大
1部秋季優勝：東海大
2部秋季優勝：大東大
  - 神奈川大学野球連盟
1部春季優勝：桐蔭横浜大
2部春季優勝：横国大
1部秋季優勝：神大
2部秋季優勝：鶴見大
  - 愛知大学野球連盟
1部春季優勝：中京大
2部春季優勝：愛大
3部春季優勝：名産大
4部春季優勝：名経大
5部春季優勝：大同大
1部秋季優勝：愛大（明治神宮野球大会は2位の愛知学院大が出場）
2部秋季優勝：名城大
3部秋季優勝：同朋大
4部秋季優勝：南山大
5部秋季優勝：名市大
  - 東海地区大学野球連盟
    - 岐阜学生野球連盟春季優勝：岐聖大
    - 三重学生野球連盟春季優勝：三重中京大
    - 静岡学生野球連盟春季優勝：東海大海洋学部
    - 岐阜学生野球連盟秋季優勝：中部学院大
    - 三重学生野球連盟秋季優勝：三重中京大
    - 静岡学生野球連盟秋季優勝：浜松大

  - 北陸大学野球連盟
1部春季優勝：高法大
2部春季優勝：北陸大
1部秋季優勝：福井工大
2部秋季優勝：富山国際大
  - 関西学生野球連盟
春季優勝：近大
秋季優勝：立命大
  - 関西六大学野球連盟
春季優勝：龍谷大
秋季優勝：龍谷大
  - 阪神大学野球連盟
1部春季優勝：関西国際大
2部春季優勝：天理大
3部春季優勝：摂南大
1部秋季優勝：関西国際大※
2部秋季優勝：姫路獨協大
3部秋季優勝：桃学大
  - 近畿学生野球連盟
1部春季優勝：大教大
2部春季優勝：大工大
3部春季優勝：阪大
1部秋季優勝：奈良産大
2部秋季優勝：大工大
3部秋季優勝：阪大
  - 京滋大学野球連盟
1部春季優勝：佛教大
2部春季優勝：京教大
1部秋季優勝：佛教大※
2部秋季優勝：京創大
  - 広島六大学野球連盟
春季優勝：広島経済大
秋季優勝：広大
  - 中国地区大学野球連盟
1部春季優勝：徳山大
2部春季優勝：岡山大
3部春季優勝：広島文化学園大
4部春季優勝：岡山県立大
1部秋季優勝：徳山大※
2部秋季優勝：島根大
3部秋季優勝：島根県立大
4部秋季優勝：岡山県立大
  - 四国地区大学野球連盟
1部春季優勝：松山大
2部春季優勝：鳴教大
1部秋季優勝：四院大
2部秋季優勝：
  - 九州六大学野球連盟
春季優勝：九国大
秋季優勝：九国大
  - 福岡六大学野球連盟
春季優勝：九州共立大
秋季優勝：九産大※
  - 九州地区大学野球連盟
春季優勝：日本文理大
秋季優勝：日本文理大

### 高校野球
- 第81回選抜高等学校野球大会（3月21日〜4月2日；甲子園）
  - 決勝 清峰（長崎） 1-0 花巻東（岩手）

清峰は初優勝。長崎県勢の優勝も初。
- 第91回全国高等学校野球選手権大会（8月8日〜24日；甲子園）
  - 決勝 中京大中京（愛知） 10-9 日本文理（新潟）

中京大中京（前回優勝時名称は中京商）は43年ぶり7回目の優勝。
- 第54回全国高等学校軟式野球選手権大会（8月25日〜30日；明石、高砂）
  - 決勝 作新学院（北関東・栃木） 3-1 名城大学附属高等学校（東海・愛知）

作新学院は2年連続8回目の優勝
- 第64回国民体育大会（トキめき新潟国体）（9月27日〜30日）
  - 硬式の部
  - 決勝 県岐阜商（岐阜） 11-4 都城商（宮崎）

県岐阜商（前回優勝時名称は旧・市立岐阜商）以来62年ぶり2回目の優勝
  - 軟式の部
  - 決勝 東山（京都） 5-1 神戸弘陵（兵庫）

東山は初優勝
- 第40回明治神宮野球大会高校の部（11月14日～20日；神宮・神宮第二）
  - 決勝 大垣日大（東海・岐阜） 10-9 東海大相模（関東・神奈川）

大垣日大は初優勝

## 死去
- 2月2日 - 山内一弘（大毎オリオンズ等の元外野手、ロッテオリオンズ・中日ドラゴンズ元監督、*1932年）
- 2月5日 - 児玉弘義（近鉄バファローズ元捕手、*1942年）
- 3月5日 - 山根俊英（毎日オリオンズ元投手、*1928年）
- 3月24日 - ジョージ・ケル（フィラデルフィア・アスレチックス元三塁手、*1922年）
- 3月27日 - 杉山悟（中日ドラゴンズ等の元外野手、*1926年）
- 3月29日 - 中西勝己（毎日オリオンズ元投手、*1935年）
- 4月9日 - ニック・エイデンハート（ロサンゼルス・エンゼルス・オブ・アナハイム投手、*1986年）
- 4月13日 - マーク・フィドリッチ（元デトロイト・タイガース投手、*1954年）
- 5月8日 - ドム・ディマジオ（ボストン・レッドソックス元外野手、ジョー・ディマジオの弟、*1917年）
- 5月10日 - 笠原正行（読売ジャイアンツ等の元投手、*1933年）
- 6月22日 - 和田博実（西鉄ライオンズ元捕手、*1937年）
- 7月30日 - 野崎泰一（大阪タイガース等の元投手、広島東洋カープ元球団代表、*1923年）
- 8月14日 - 難波昭二郎（読売ジャイアンツ等の元内野手、*1935年）
- 8月20日 - 塚本博睦（大阪タイガース等の元外野手 *1918年）[25]
- 9月5日 - 高林恒夫（読売ジャイアンツ等の元外野手、*1938年）
- 9月25日 - 土井正三（読売ジャイアンツ元内野手、オリックス・ブルーウェーブ元監督、*1942年）
- 11月3日 - 三村敏之（広島東洋カープ元内野手・監督、東北楽天ゴールデンイーグルス編成部長、*1948年）
- 11月16日 - 中田昌宏（阪急ブレーブス元外野手、*1935年）
- 12月9日 - 吉村茂夫（南海ホークス球団元オーナー、*1918年）